# 根本きこ
根本きこ（ねもと きこ、1974年8月18日-　）は、日本の料理研究家。主婦。
神奈川・逗子でカフェ「coya」と雑貨店「oku」を営みながら、フードコーディネーターとして活躍の後、2011春、家族で沖縄に移住。沖縄北部、やんばるの森の中、3人の子どもの育児や家事をした。2014年にはセルフビルドで自宅を作る。

## 著書
- 『カフェめし 海cafe森cafe』フィリップ・トネット共著. マガジンハウス, 2000.11
- 『根本きこのストリートフード』 (生活実用シリーズ)日本放送出版協会, 2002.10
- 『遅めの和ごはんと夜ふかしおやつ』アスキー・コミュニケーションズ, 2002.11
- 『ナチュラルクラフト』ゆうエージェンシー, 2002.3
- 『包む・巻く・はさむレシピ テーブルで作りながらワイワイ食べよう!』大泉書店, 2002.9
- 『夜なごみおかずとしめくくりヌードル』アスコム, 2003.7
- 『根本のもと』小泉佳春 写真. アスコム, 2004.11
- 『いつものうちごはん きこさんちのふだんの食材でぱぱっと作る、なごみレシピ』メディアファクトリー, 2004.3
- 『肩掛けボストン鞄の旅』ベストセラーズ, 2004.8
- 『Coyaの本』(Sunlight gallery's book) 西郡潤士 写真. Windchime Books, 2004.8
- 『きこごよみ』主婦と生活社, 2005.11
- 『台所目録』 (天然生活ブックス)地球丸, 2005.5
- 『野菜が主役 からだがホッとする55のおかずと10のワンプレート』講談社, 2005.9
- 『うちの週末ごはん 気分で決める、休みの日のメニュー91』小学館, 2006.3
- 『酒の肴、おいしい愉しみ』集英社, 2006.3
- 『いそげ、早く、私はペコペコ』主婦と生活社, 2007.1
- 『子どもと暮らす』メディアファクトリー, 2007.3
- 『子どもとハワイ Kauai』メディアファクトリー, 2008.3
- 『根本きこの子どもと食べるごはん』文化学園文化出版局, 2010.10
- 『もののかたち+たべるかたち』ソニー・マガジンズ, 2010.4
- 『逗子の小さな雑貨屋「coya no oku」店番日記 あちらこちらから集まってきた「もの」と、わたしの「暮らし」の幸せなつながり』マーブルトロン, 2010.4
- 『「もつもの」でつくる、お弁当と毎日のおかず 私の保存食レシピ』(Esseの本)扶桑社, 2011.10
- 『おとな時間』(天然生活ブックス) 地球丸, 2011.11
- 『根本きこの島ぐらし島りょうり』祥伝社, 2016.3